# Demon Copperhead
Demon Copperhead es una novela de 2022 de Barbara Kingsolver. Recibió conjuntamente el Premio Pulitzer de Ficción 2023 y ganó el Premio de Ficción Femenina de 2023. Kingsolver se inspiró en la novela de Charles Dickens, David Copperfield.   Si bien el libro trata igualmente sobre un niño que experimenta la pobreza, Demon Copperhead está ambientada en los Apalaches y explora problemas contemporáneos como la pobreza institucional y la crisis de opioides.  

## Trama
Damon Fields, el protagonista y narrador, nace  de una madre adolescente en una casa rodante, su padre ha fallecido hace poco tiempo. Se cría en el condado de Lee, ubicado en los Apalaches, y lo apodan "Demon Copperhead" por el color de su cabello y su actitud. A medida que crece, debe usar sus encantos e ingenio para sobrevivir a la pobreza en el sur de Estados Unidos contemporáneo.  
A Demon le gusta pasar tiempo con sus vecinos, los Peggot, y dibujar. La madre de Demon se relaciona con un hombre llamado Stoner, que manifiesta un comportamiento abusivo. Su madre sufre una sobredosis y es llevada de urgencia a un hospital. El Estado se encarga de Demon y lo envía a un hogar de acogida. Vive con un anciano que utiliza el sistema de acogida para conseguir trabajo infantil ilegal para su granja de tabaco. A partir de ahí, la situación empeora, ya que su madre muere tras una segunda sobredosis. Demon se muda a otra casa de acogida antes de huir en busca de su abuela, quien lo deja al cuidado de un entrenador de fútbol, con quien la situación mejora por un tiempo. Se vuelve cercano a la hija del entrenador, Angus, y comienza a jugar para el equipo, lo que lo hace popular en la escuela. Sufre una lesión en el campo de juego y le recetan analgésicos para disminuir el dolor. Demon se vuelve adicto mientras observa que todos los que lo rodean también queda están atrapados en las garras de la crisis de opioides. Deja de poder jugar al fútbol o tener buenas notas en la escuela. Se muda con su novia, Dori, que también es adicta. Después de varios incidentes terribles, incluida la muerte de varios de sus amigos y de Dori, Demon quiere cambiar de vida. Comienza a trabajar en una novela gráfica y se vuelve abstinente. El libro termina cuando él se vuelve a conectar con Angus, se da cuenta de sus sentimientos recíprocos y viaja con ella al océano, un sueño que había tenido durante toda su infancia.

## Personajes
Los nombres entre paréntesis son los personajes análogos del David Copperfield de Dickens.
- Damon Fields: también conocido como Demon Copperhead debido a su "cabello de alambre de cobre y alguna actitud". (David Copperfield)
- "Mom" Fields - La madre de Demon. El padre biológico de Demon (también llamado Damon) murió el verano antes de que naciera Demon. (Clara Copperfield)
- Murrell Stone: también conocida como Stoner. El cruel padrastro de Demon. (Edward Murdstone)
- Nance Peggot: vecina de Demon y su madre. Nance y el Sr. Peggot a menudo cuidan a Demon y le brindan cierta estabilidad en sus primeros años. (Clara Peggotty)
- Señor Peggot: el marido de Nance Peggot.
- Hammerhead Kelly – es una especie de prima Peggot complementaria por matrimonio. (Jamón Peggotty)
- Matt Peggot: también conocido como Maggot. Nieto de Nance y del señor Peggot, con quien vive porque su madre está en la cárcel.
- June Peggot: hija de Nance y el señor Peggot, quien obtuvo su título de enfermería y se mudó a Knoxville. (Daniel Peggotty)
- Emmy: sobrina de Peggot que vive con su tía June en Knoxville. Demon y Emmy tienen un afecto infantil. (Emily o la pequeña Emily)
- Sterling Ford: también conocido como Fast Forward. Compañero huérfano de Demon en Creaky Farm y más tarde, una estrella del equipo de fútbol de Lee High, los Generales. (James Steerforth)
- Tommy Waddell: también conocido como Waddles. Amigo de mucho tiempo de Demon y huérfano que conoce en Creaky Farm. Tommy garabatea y dibuja esqueletos, usando su arte para lidiar con el estrés. Trabaja más tarde en un periódico local donde él y Demon crean una tira cómica. (Tommy Traddles)
- Sophie: la novia a larga distancia de Tommy (que vive en Pensilvania) y más tarde su esposa. (Sofía)
- Mr Crickson: también conocido como Creaky entre los niños adoptivos Fast Forward, Waddles, Swap-Out y Demon. Dirige una granja y acoge a niños adoptivos para que realicen trabajos manuales como cortar tabaco, reparar graneros y cuidar ganado. Trata a los niños lo suficientemente bien como para que la institución gubernamental le permita continuar con sus actgividades. (Sr. Creakle)
- Sr. y Sra. McCobb: casa de acogida donde Demon se quedó después de Creaky. Demon duerme en la lavandería con el perro y se espera que contribuya a pagar sus gastos ayudando al señor McCobb a rellenar los sobres, McCobb finalmente le encuentra a Demon un trabajo en el mercado de Golly, donde separaba la basura en latas, botellas y otras cosas de valor. La familia McCobb está perpetuamente sin dinero y acogió a Demon sólo por el dinero del Estado. (Wilkins Micawber y Emma Micawber)
- Betsy Woodall: abuela paterna que aparece el día del nacimiento de Demon y quiere llevárselo con ella. Después de escapar del sistema de acogida, Demon la busca. Ella encuentra un hogar para Demon con el entrenador Winfield y su hija Angus. (Betsey Trotwood)
- Hermano Dick: el hermano físicamente discapacitado de Betsy. Escribe citas de Shakespeare en una cometa enorme. Demon finalmente lo lleva en su silla de ruedas para volar la cometa. (Señor Dick)
- Entrenador Winfield: Demon vivió con él mientras estaba en la escuela secundaria, donde Winfield era el célebre entrenador de fútbol de los Generales. (Señor Wickfield)
- Angus: hija del entrenador Winfield. Ella y Demon tienen una relación que Demon finalmente reconoce como algo que puede durar. (Agnes Wickfield)
- Ryan Pyles: también conocido como U-Haul. Encargado de equipamiento del equipo de fútbol. Demuestra falsa humildad. "El hombre rezumaba baba. Siempre estaba tocándose y acariciando su cara y su sucio cabello rojo y otras cosas que simplemente estaban mal". (Uriah Heep)
- Sr. Armstrong: maestro de secundaria y consejero vocacional que conoció la historia de Demon y trabaja para ayudarlo con la escuela. (Dr. Marcus Strong)
- Sra. Annie: profesora de arte "hippie" en la escuela secundaria de Demon que fomenta sus habilidades artísticas y lo anima en la creación de sus historietas. Esposa del señor Armstrong. (Annie)
- Vester Spencer: propietario de la ferretería y tienda de alimentos donde trabaja Demon. Muere por complicaciones del cáncer de pulmón, dejando a Dori sola. (Francisco Spenlow)
- Dori: hija de Vester Spencer de quien Demon se enamora. Tanto ella como Demon son adictos a la oxicodona y otros medicamentos recetados. (Dora Spenlow)
- Jip: el perro de Dori que juega un papel importante en su vida y sus afectos. (Jip)
- Rose Dartell: amiga de Fast Forward que desprecia a Demon debido a los celos por su relación con Fast Forward. (Señorita Rosa Dartle)
- Mouse: amiga de Fast Forward, muy pequeña y que habla rápido. (Señorita Mowcher)

## Recepción
Según el sitio web de recopilación de reseñas Book Marks, Demon Copperhead recibió críticas en su mayoría positivas de los críticos.  Ron Charles de The Washington Post elogia a Demon Copperhead como su "novela favorita de 2022", ya que es "a partes iguales hilarante y desgarradora, esta es la historia de un chico incontenible que nadie quiere, pero que a los lectores les encantará".  En un artículo para The Guardian, Elizabeth Lowry sostiene que "si bien la tarea de modernizar la novela [de Dicken] se complica por el hecho de que las costumbres han cambiado tan radicalmente desde mediados del siglo XIX... la crítica feroz de la pobreza institucional y sus efectos dañinos sobre los niños es tan pertinente como siempre".  Lorraine Berry de The Boston Globe critica por el contrario la novela como porno de la pobreza, argumentando que, "Al tratar de crear conciencia sobre el hambre y la pobreza infantil en los Estados Unidos, Kingsolver convierte las vidas de sus personajes en historias de miseria y la inevitabilidad de fracaso. Sus personajes se revuelcan en huecos oscuros con poca luz, condenados a repetir para siempre los horribles errores de generaciones anteriores. Convierte a la gente de los Apalaches en objetos de lástima, pero al hacerlo, también insinúa que caer en el abuso de drogas, rechazar la educación, y 'aferrarse' a sus costumbres son opciones morales". 

## Reconocimientos
Demon Copperhead fue nombrado uno de los "10 mejores libros de 2022" por The Washington Post  y The New York Times.  La novela recibió el Premio Pulitzer de Ficción 2023 junto con Hernan Díaz Fortuna, esta fue la primera vez en su historia que el premio fue compartido.  Ganó el James Tait Black Memorial Prize de 2022. Fue preseleccionada para el Premio Orwell de Ficción Política. 
Barbara Kingsolver ganó el Premio de Ficción Femenina de 2023 por la novela,   convirtiéndola en la primera autora en ganar el premio dos veces; anteriormente había ganado en 2010 por The Lacuna.